# Willy Puchner

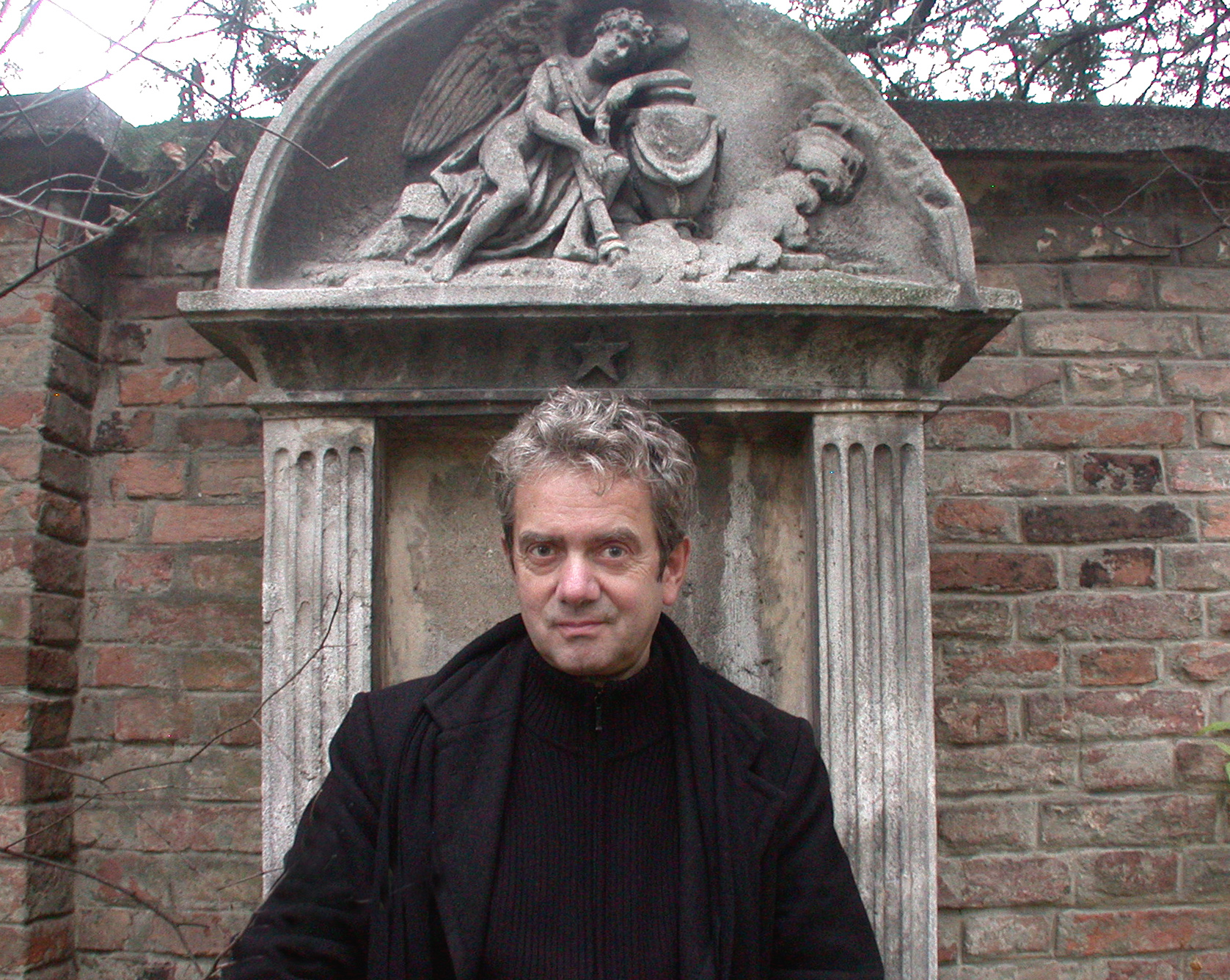
Willy Puchner in 2007

Willy Puchner (Mistelbach an der Zaya, 15 maart 1952) is een Oostenrijkse fotograaf, artiest, schilder en schrijver.

## Biografie
Puchner is geboren en getogen in Mistelbach an der Zaya, Neder-Oostenrijk, waar zijn ouders een fotostudio hadden. In 1967 verhuisde hij naar Wenen om fotografie lessen te volgen aan de Weense Federal Training and Research Institute of Graphic Arts. Na zijn afstuderen in 1974 heeft hij twee jaar les gegeven aan de Weense Federal Training and Research Intstitute of Graphic Arts. Sinds 1978 werkt Puchner als freelance fotograaf en schrijver, gestationeerd in Wenen. In 1983 begon Puchner met de studies filosofie, geschiedenis en sociologie. Puchner rondde zijn studies af in 1988 en met een master graad voor filosofie. Deze thesis was op “Privé Fotografie“. Vanaf 1988 heeft hij talrijke toespraken gehouden over “Privé Fotografie“ op universiteiten en in museums en galerijen. Sinds het begin van 1989 werkt Puchner regelmatig voor de Wiener Zeitung, de oudste dagelijkse krant van de wereld.
Willy Puchner werd beroemd met zijn project “Pinguïns- Reizen over de wereld“.
Vier jaar lang reisde hij samen met zijn pinguïns Joe en Sally naar de prachtigste plaatsen. Naar de zee, de woestijn naar New York, Sydney, Parijs, Venetië, Tokio, Honolulu, Rome en Caïro om Joe en Sally te vangen in foto’s. Daar zijn ze nu verbonden en verloren voor altijd. Door de ogen van de pinguïns gezien was het blijkbaar zeer vertrouwd om duizenden keren gefotografeerd te worden. Elke keer weer verschillend en vernieuwend.
Freddy Langer, een journalist schreef het volgende over dit project in de Frankfurter Allgemeine Zeitung: "Hij liet ze voor wereldberoemde bezienswaardigheden poseren, alsof ze toeristen waren, en nam hun op de foto. Op deze wijze creëerde hij het mooiste fotoalbum betreffende het reizen van de 20e eeuw. Het Verlangen van de Pinguïns."
Willy Puchner houdt ervan om met oude mensen te werken. Dit komt terug in de navolgende projecten die hij heeft gecreëerd. De 90-jarigen (op de leeftijd van 90 jaar), Dialoog met de ouderen, De 100-jarigen (op de leeftijd van 100 jaar), Levensverhaal en Fotografie en Liefde op oudere leeftijd.

## Werk
- Bäume, 1980, (Met tekst van Henry David Thoreau), ISBN 3-85447-271-4
- Zum Abschied, zur Wiederkehr, 1981 (Met tekst van Hermann Hesse), ISBN 3-20601-222-8
- Gestaltung mit Licht, Form und Farbe, 1981, ISBN 3-87467-207-7
- Bilder österreichischer Städte, (Met tekst van Harald Sterk), 1982, ISBN 3-21701-262-3
- Strahlender Untergang, (Met tekst van Christoph Ransmayr), 1982, ISBN 3-85447-006-1
- Andalusien, (Met tekst van Walter Haubrich), 1983, ISBN 3-7658-0420-7
- Bilder österreichischer Landschaft, (Met tekst van Harald Sterk), 1983, ISBN 3-21701-189-9
- Die Wolken der Wüste, 1983 (Met tekst van Manfred Pichler), ISBN 3-89416-150-7
- Dorf-Bilder, 1983, ISBN 3-21800-387-3
- Zugvögel seit jeher, 1983, (Met tekst van Erich Hackl), ISBN 3-21024-848-6
- Das Herz des Himmels, 1985, (Met tekst van Erich Hackl), ISBN 3-21024-813-3
- Die Sehnsucht der Pinguine, 1992, ISBN 3-44617-200-9
- Ich bin ..., 1997, ISBN 3-79182-910-6
- Tagebuch der Natur, 2001, ISBN 3-85326-244-9
- Flughafen. Eine eigene Welt, 2003, ISBN 3-85326-277-5
- Illustriertes Fernweh. Vom Reisen und nach Hause kommen, 2006, ISBN 3-89405-389-5
- Wien. Vergnügen und Melancholie, 2008, ISBN 3-85033-159-8

## Nederlandse Editie
Het verlangen van de pinguïns. Een reis om de wereld, 1999, ISBN 3-8290-1410-4

## tentoonstelling
- Museum Moderner Kunst, Wenen
- Künstlerhaus, N.Ö. Galerie, Wenen
- Museum des 20. Jahrhundert, Wenen
- Österreichisches Fotomuseum, Bad Ischl
- Steirischer Herbst, Graz
- Berlin, Braunschweig, Bremen, München (Duitsland)
- Norfolk, Washington, (USA),
- Bombay (India), Beiroet (Libanon)
- Tokyo, Osaka, Oita, Nagoya en Sapporo (Japan)